# تاتسویا موچیزوکی
تاتسویا موچیزوکی (انگلیسی: Tatsuya Mochizuki؛ زادهٔ ۲۰ آوریل ۱۹۶۳) بازیکن فوتبال اهل ژاپن است.
از باشگاه‌هایی که در آن بازی کرده‌است می‌توان به باشگاه فوتبال جوبیلو ایواتا اشاره کرد.